# Gabriella Ferri
Gabriella Ferri, all'anagrafe Maria Gabriella Ferri, (Roma, 18 settembre 1942 – Corchiano, 3 aprile 2004) è stata una cantautrice, cabarettista e attrice italiana, nota principalmente per le sue interpretazioni di canzoni della tradizione popolare romana e, in misura minore, anche di quella di altre regioni italiane, nota anche in America latina per il successo del suo brano Te regalo mis ojos.

## Biografia

### Gli esordi: Luisa e Gabriella
Figlia di Vittorio, commerciante ambulante di dolci appassionato della canzone in dialetto romanesco, Gabriella Ferri nasce e cresce nel rione Testaccio per poi trasferirsi in via Etruria, nel quartiere Appio Latino. All'età di 9 anni, per una caduta con la motocicletta dei suoi cugini, viene ricoverata con il rischio di amputazione di una gamba; tale pericolo è poi fortunatamente scongiurato ma a causa della lunga degenza la piccola Gabriella perderà un intero anno scolastico e, dopo la dimissione, completerà gli studi privatamente.
Per realizzare la prima ambizione giovanile di diventare indossatrice, svolge vari lavori come operaia e commessa. In una boutique del centro dove lavora, conosce e stringe amicizia con Luisa De Santis, figlia di Giuseppe, regista già celebre per il film neorealista Riso amaro. Accomunate dall'amore per la canzone popolare, le due amiche dànno vita al duo "Luisa e Gabriella" e tengono i primi spettacoli basati sul repertorio tradizionale della canzone romanesca dopodiché, anche grazie agli agganci del padre di Luisa, si trasferiscono a Milano – dove sono ospiti di Camilla Cederna – e nel 1964 vengono notate all'Intra's Club da Walter Guertler il quale offre loro un contratto discografico con la Jolly e pubblica il loro primo 45 giri: una rielaborazione del brano popolare romano La società dei magnaccioni.
Sempre al 1964 risale la prima apparizione in televisione del duo: nel programma La fiera dei sogni presentato da Mike Bongiorno, eseguono il loro singolo che, secondo molte fonti autorevoli, grazie al passaggio televisivo, arriva a vendere un milione e settecentomila copie diventando uno degli inni dei giovani di quegli anni. Secondo Federico Romagnoli, invece, la cifra non è realistica, e il brano avrebbe venduto dodicimila copie in un mese, senza mai entrare nelle classifiche del periodo. Nel 1965 esce nelle sale cinematografiche il loro primo e forse unico filmato musicale, contenuto nel film 008 operazione ritmo del regista e produttore Tullio Piacentini.
Un nuovo singolo del duo attinge questa volta al folk siciliano con le loro personali versioni di Ciuri ciuri e Vitti 'na crozza: anche questo riscuote un discreto successo e le artiste ne incidono perciò un terzo, composto da: La povera Cecilia – altra canzone tradizionale – e, sul lato B, È tutta robba mia, brano preso a prestito dalla commedia musicale La manfrina di Ghigo de Chiara, musicata da Ennio Morricone. Poco dopo questa uscita, la ritrosia di De Santis a esibirsi in pubblico porta allo scioglimento del sodalizio artistico e Gabriella incomincia la carriera come solista.

### La carriera solista
Nel 1966 Ferri incide il suo primo album, senza titolo, interamente composto da canzoni in romanesco; lo stesso anno è in Canada per la tournée di uno spettacolo di musica popolare per la regia di Aldo Trionfo, assieme ad altri esponenti del folk italiano come Caterina Bueno, Otello Profazio e l'attore Lino Toffolo. Alla fine dell'anno, da Milano torna a Roma e approda al Bagaglino, del quale diventa la cantante ufficiale; qui conosce Piero Pintucci, che diventerà suo collaboratore musicale abituale.
In questo periodo conosce il giovane diplomatico Giancarlo Riccio, che sposa il 20 giugno del 1967. Si trasferisce perciò a Kinshasa, capitale dell'attuale Repubblica Democratica del Congo, dove il marito è destinato a prestare servizio, ma soffre la forzata inattività e dopo neanche un anno convince Riccio a chiedere il rientro anticipato a Roma. Il matrimonio comunque non dura a lungo e, dopo varie separazioni e riconciliazioni, terminerà definitivamente nel 1970.

Nel 1968 Gabriella Ferri incide un 45 giri per la ARC, È scesa ormai la sera, che in Italia non ha un grosso riscontro commerciale; tuttavia il lato B, Ti regalo gli occhi miei, reinciso in lingua spagnola con il titolo Te regalo mis ojos, raggiunge i vertici delle classifiche in Sudamerica, diventando anche oggetto di alcune cover. La cantante intraprende quindi una tournée di successo nei paesi latino-americani, per poi tornare a esibirsi al Bagaglino con Enrico Montesano. Fa anche qualche sporadica apparizione al Folkstudio di Roma, ma è già troppo nota per un locale underground ed è comunque già impegnata con il Bagaglino. Non disdegna comunque il beat e si esibisce anche al Piper Club, dove conosce e stringe amicizia con Patty Pravo.

Gabriella Ferri in una scena del film Remo e Romolo - Storia di due figli di una lupa (1976)

Dopo aver firmato un nuovo contratto discografico con la RCA Italiana, nel 1969 partecipa al Festival di Sanremo, presentando in coppia con Stevie Wonder il brano Se tu ragazzo mio, scritta insieme al padre Vittorio e a Piero Pintucci. La canzone viene eliminata al primo turno e per questo motivo Ferri non vorrà più partecipare al Festival, ma è comunque un successo di vendite e viene reinterpretata da altri artisti come I Camaleonti e Nada. Questo spinge la RCA a pubblicare alla fine del 1969 l'album Gabriella Ferri, in cui canzoni più moderne si affiancano a brani della tradizione, come Ciccio Formaggio; il disco è importante anche per il tentativo di creare una nuova canzone romanesca che si riallacci alla tradizione. Emblematiche in questo senso sono Sor fregnone, scritta da Ferri su una musica di Vittorio Nocenzi, tastierista del Banco del Mutuo Soccorso, e Sinnò me moro, canzone scritta nel 1961 dal regista Pietro Germi su musica di Carlo Rustichelli per il film Un maledetto imbroglio e cantata allora dalla figlia di Rustichelli, Alida Chelli (Gabriella stessa l'aveva già incisa nel 1963, con Luisa De Santis).

Nel corso degli anni il suo fisico, da magro e sottile che era, si è andato via via irrobustendo e ciò fa parlare di lei come di una "Mamma Roma", erede di un genere romanesco che non è solo voce, ma anche aspetto. Sfruttando questo a proprio vantaggio, Ferri si appropria di canzoni vecchie o nuove che le diano la possibilità di costruire dei veri e propri numeri, quasi delle "macchiette", nelle quali però non c'è imitazione di altri artisti ma il filtro di una personalità esuberante e irrefrenabile. Così Dove sta Zazà?, che nel dopoguerra era stata il simbolo di un'Italia dissolta, nella sua interpretazione diventa un brano intriso di perfidia e amarezza; stesso dicasi per Ciccio Formaggio, brano lanciato negli anni quaranta da Nino Taranto.

Gabriella Ferri con Lucio Dalla

Negli anni settanta le sue apparizioni in televisione aumentano. Una serata speciale, Questa sera... Gabriella Ferri le viene dedicata nel 1971, dopodiché diventa coprotagonista di due varietà televisivi diretti da Antonello Falqui e scritti da Pier Francesco Pingitore: il primo è Dove sta Zazà (1973) la cui struggente sigla di chiusura Sempre, composta da Mario Castellacci e Franco Pisano, sarà un altro suo grande successo e dove, fra l'altro, in una celebre gara di "stornelli a dispetto" tiene testa a Claudio Villa; il secondo è Mazzabubù (1975); in entrambi, Ferri dimostra le sue doti di intrattenitrice al fianco di comici come Enrico Montesano e Pippo Franco. Nel frattempo, nel 1972 a Caracas, durante una tournée in America Latina, conosce Seva Borzak, presidente della divisione sudamericana della RCA, che sposa nello stesso anno, e da cui avrà l’unico figlio, Seva junior.
Nel 1976 partecipa al film brillante Remo e Romolo – Storia di due figli di una lupa. Dopo l'esperienza televisiva di Giochiamo al varieté (1980), sempre di Falqui, e l'incisione di un disco con alcune canzoni scritte per lei da Paolo Conte (Gabriella, nel 1981, con la celebre Vamp), Gabriella Ferri si trasferisce per qualche tempo negli Stati Uniti d'America, lasciando televisione e cabaret per dedicarsi unicamente alla musica.
Rientrata in Italia, nel 1984 partecipa alla gara televisiva Premiatissima presentando sei canzoni, alcune tratte dal suo repertorio, altre preparate appositamente per la trasmissione: Lacreme napulitane, Luna rossa, Malafemmena, La pansé, La sera dei miracoli e Vecchio frack, classico di Domenico Modugno con il quale arriva in finale. Nel 1987 incide la sigla di chiusura del varietà televisivo Biberon che la riunisce ai vecchi amici del Bagaglino, Castellacci e Pingitore.
Le sue due ultime uscite artistiche di rilievo avvengono rispettivamente nel 1996 al premio Tenco di Sanremo, dove si esibisce accompagnata da Fausto Mesolella, chitarrista della Piccola Orchestra Avion Travel, e nel luglio del 1997 a Villa Celimontana a Roma, nell'ambito della manifestazione Voglia matta anni '60, davanti a settemila spettatori contro i mille attesi.
Sempre nel 1997 pubblica il CD Ritorno al futuro in cui rivisita alcuni brani del suo repertorio, dopodiché si ritira temporaneamente dalle scene, anche per le ricadute della grave depressione che la tormenta a fasi alterne da anni.

### Ultime apparizioni e morte
La cantante sembra ritrovare la serenità quando nel 2002 torna ad apparire in televisione, dapprima come ospite di Pino Strabioli nella rubrica Cominciamo bene e poi nel varietà Buona Domenica dell'intimo amico Maurizio Costanzo, dove si esibisce cantando i suoi grandi successi, da Sempre a Dove sta Zazà?. La sua ultima apparizione televisiva è del 31 gennaio 2004 al programma televisivo Trash (non si butta via niente) condotto da Enrico Montesano, dove interpreta stornelli romani.
Gabriella muore cadendo da una finestra della sua casa di Corchiano (VT) il 3 aprile 2004, all'età di 61 anni. I familiari hanno sempre smentito l'ipotesi del suicidio, pur già tentato nel 1975 dopo la morte del padre, ipotizzando invece che l'incidente fosse conseguito a un malore causatole dai farmaci antidepressivi che assumeva. La famiglia tenne a precisare anche che la cantante non aveva lasciato alcun biglietto di addio e che due giorni dopo avrebbe dovuto partecipare a una puntata speciale del Maurizio Costanzo Show, organizzata in suo onore dall'amico presentatore, alla quale non intendeva assolutamente mancare.
Per volontà dell'allora sindaco di Roma Walter Veltroni, il 7 aprile fu allestita la camera ardente presso la sala della Protomoteca al Campidoglio dove migliaia di romani le resero omaggio; i funerali religiosi vennero celebrati l'indomani presso la chiesa di Santa Maria Liberatrice, nel rione Testaccio dove l'artista era nata e cresciuta. Dopo un mese di attesa per trovare un luogo di sepoltura, il feretro fu tumulato nel cimitero monumentale del Verano di Roma. La lapide, oltre al solo nome "Gabriella", reca come epitaffio una poesia del marito Seva Borzak:
Nei giorni immediatamente successivi alla morte, la cantautrice Grazia Di Michele – impegnata come coach nel programma Amici di Maria De Filippi sulle reti televisive Mediaset  – omaggiò la cantante scomparsa eseguendo alcuni brani del suo repertorio assieme ai giovani partecipanti a quell'edizione.

## Eredità artistica

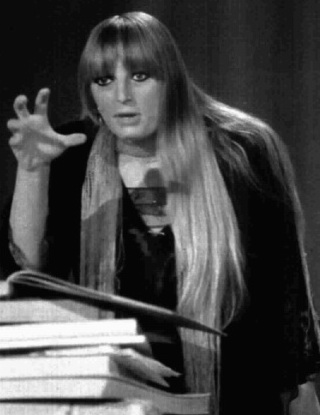
Gabriella Ferri

Il testamento spirituale di Gabriella Ferri è rintracciabile nella lunga raccolta di Canti Di Versi – prodotta e arrangiata da Alberto Laurenti con cui la cantante scrisse anche gli ultimi inediti – nella quale, tra ritmi jazz, tanghi e flamenchi, con un incedere interpretativo e voce struggente che ricorda da vicino Amália Rodrigues (Coimbra), la cantante, oltre a inediti come Una donna sbagliata, interpreta anche brani di autori celebri come Paolo Conte (nell'autoironica Vamp), Luigi Tenco (Lontano lontano) ed Ennio Morricone (Stornello dell'estate), più altri del suo repertorio come È scesa ormai la sera e Sono partita di sera.
Nel 2005 l'interprete e attrice Tosca omaggia Gabriella Ferri con lo spettacolo di teatro-canzone Romana, per la regia di Massimo Venturiello.
Nel 2007 una sua canzone, Remedios, viene usata come colonna sonora del film Saturno contro, e viene inserita nell'album pubblicato a marzo 2007, Saturno contro soundtrack.
Nel 2012 Gabriella Ferri viene raccontata assieme ad Anna Magnani dall'attrice e cantante Elena Bonelli. Con lo spettacolo Elena, Nannarella e Gabriella. Roma celebra Napoli, la Bonelli racconta le loro storie di vita, dove i successi, i trionfi, la consacrazione, convivono con la solitudine, l'amarezza, l'infelicità.
Nel 2015 Antonella Morea crea Io la canto così, uno spettacolo curato insieme a Fabio Cocifoglia che è un omaggio a Gabriella Ferri.
Nel 2017 esce l'album Controcorrente pubblicato dalla Vocedelledonne, cd tributo nel quale vengono rilette alcune pagine del suo repertorio da alcuni artisti, fra cui Lu Colombo.
Il 30 marzo 2018 Noyz Narcos pubblica il singolo Sinnò me moro, in anticipazione al nuovo album, nel quale è stato campionato il ritornello di Sinnò me moro di Gabriella Ferri.
Tra il 2018 il 2019 la cantante Syria porta in giro per l'Italia lo spettacolo Perché non canti più, basato su testi e canzoni di Gabriella Ferri.
Il 16 settembre 2020 è andata in onda la puntata Sotto il cielo di Roma del programma documentaristico Ulisse - Il piacere della scoperta, condotto da Alberto Angela, in cui la cantante Noemi ha dedicato un tributo a Gabriella Ferri reinterpretando Vecchia Roma.
L'11 maggio 2021 una piazza nel Municipio Roma XI è stata intitolata a Gabriella Ferri, presenti fra gli altri il figlio Seva Borzak jr, la sindaca Virginia Raggi, il presidente del Municipio Dario D'Innocenti, l'assessore alla crescita culturale Lorenza Fruci, il direttore di Vanity Fair Simone Marchetti e Pino Strabioli in veste di presentatore della cerimonia.

## Discografia

### Album in studio
- 1966 – Gabriella Ferri
- 1969 – Roma canta
- 1970 – Gabriella Ferri
- 1970 – ...Lassatece passà
- 1971 – ...E se fumarono a Zazà
- 1972 – L'amore è facile, non è difficile
- 1972 – Gabriella, i suoi amici...e tanto folk
- 1973 – Sempre
- 1974 – Remedios
- 1975 – Mazzabubù
- 1977 – ...E adesso andiamo a incominciare (con i Pandemonium)
- 1981 – Gabriella
- 1987 – Nostargia
- 1997 – Ritorno al futuro
- 2000 – Canti diVersi

### Singoli

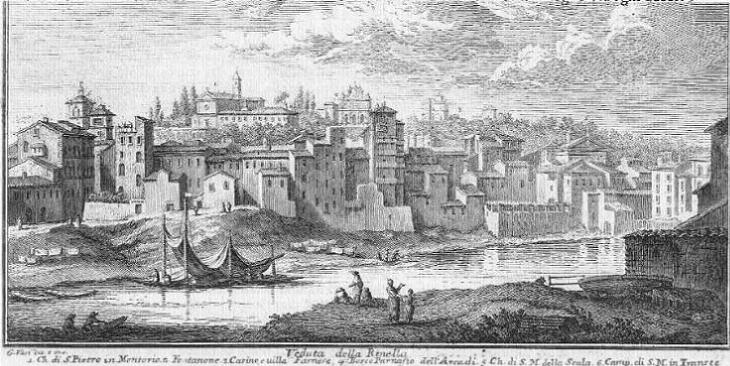
La Renella qualche anno fa..

- 1964 – Alla renella/La società dei magnaccioni (con Luisa De Santis)
- 1964 – Sciuri sciuri/Vitti 'na crozza (con Luisa De Santis)
- 1964 – La povera Cecilia/È tutta robba mia (con Luisa De Santis)
- 1965 – Stornelli di Porta Romana/Maremma (con Luisa De Santis)
- 1966 – Barcarolo romano/Aritornelli romaneschi
- 1966 – La gente di campagna/I miei vent'anni
- 1966 – Le mantellate/Er carrettiere a vino
- 1967 – Le canzoni del Bagaglino
- 1968 – Si no me moro/Barcarolo romano (con Luisa De Santis)
- 1968 – È scesa ormai la sera/Ti regalo gli occhi miei
- 1969 – Se tu ragazzo mio/Tutto è finito
- 1970 – La società dei magnaccioni/Alla renella (con Luisa De Santis)
- 1970 – Vitti 'na crozza/Sciuri sciuri (con Luisa De Santis)
- 1971 – Sinnò me moro/Notte serena
- 1973 – Sempre/Il valzer della toppa
- 1974 – Grazie alla vita/E dormi pupo dorce
- 1975 – ...e cammina/Vola pensiero mio
- 1975 – Mazzabubù/Vecchia Roma
- 1977 – Lasciami sola/Oraçao de mae meniniha
- 1977 – Ma che ne so/...e adesso andiamo a incominciare
- 1981 – Canzone/Vamp
- 1987 – Biberon/All'allegria

## Filmografia

### Cinema
- ...E non dirsi addio!, regia di Silvio Laurenti Rosa (1948)
- La corruzione, regia di Mauro Bolognini – non accreditata (1963)
- Canzoni in... bikini, regia di Giuseppe Vari – non accreditata (1963)
- Uno strano tipo, regia di Lucio Fulci – non accreditata (1963)
- Tre notti violente, regia di Nick Nostro (1966) – compare nella sequenza iniziale
- Cabaret, regia di Ugo Roselli (1969)
- Remo e Romolo - Storia di due figli di una lupa, regia di Mario Castellacci e Pier Francesco Pingitore (1976)

### Televisione
- Chi ha fatto ha fatto, regia di Edmo Fenoglio – film TV (1980)
- La romana – miniserie TV (1988)

## Programmi televisivi
- Questa sera... Gabriella Ferri (Programma Nazionale, 1971)
- Dove sta Zazà (Programma Nazionale, 1973)
- Il circo delle voci (Programma Nazionale, 1974)
- Mazzabubù (Programma Nazionale, 1975)
- ...E adesso andiamo a incominciare (Rete 2, 1977).
- Automobili (Rete 2, 1977), con Lucio Dalla, regia di Luigi Perelli.
- Giochiamo al varieté (Rete 1, 1980)
- Per chi suona la campanella (Rai 2, 1987)
- Biberon (Rai 1, 1987)